# Mariusz Fornalczyk
Mariusz Fornalczyk (Bytom, 15 gennaio 2003) è un calciatore polacco, centrocampista del Widzew Łódź.

## Carriera

### Club
Cresciuto calcisticamente nelle giovanili del Polonia Bytom, nel 2018 viene promosso in prima squadra. Il 27 giugno 2020 viene acquistato dal Pogoń Stettino, con cui firma un contratto triennale. Esordisce in Ekstraklasa il 22 agosto seguente, in occasione dell'incontro perso per 2-1 contro il KS Cracovia. Il 2 aprile 2022 realizza la sua prima rete in campionato, nella vittoria in trasferta per 0-4 contro il Górnik Łęczna.

### Nazionale
Ha rappresentato le nazionali giovanili polacche Under-17, Under-19 ed Under-21.

## Statistiche

### Presenze e reti nei club
Statistiche aggiornate al 1º agosto 2022.
| Stagione        | Squadra         | Campionato      | Campionato | Campionato | Coppe nazionali | Coppe nazionali | Coppe nazionali | Coppe continentali | Coppe continentali | Coppe continentali | Altre coppe | Altre coppe | Altre coppe | Totale | Totale |
| Stagione        | Squadra         | Comp            | Pres       | Reti       | Comp            | Pres            | Reti            | Comp               | Pres               | Reti               | Comp        | Pres        | Reti        | Pres   | Reti   |
| --------------- | --------------- | --------------- | ---------- | ---------- | --------------- | --------------- | --------------- | ------------------ | ------------------ | ------------------ | ----------- | ----------- | ----------- | ------ | ------ |
| 2020-2021       | Pogoń Stettino  | EK              | 6          | 0          | CP              | 2               | 0               |                    | -                  | -                  |             | -           | -           | 8      | 0      |
| 2021-2022       | Pogoń Stettino  | EK              | 18         | 1          | CP              | 1               | 0               | UECL               | 0                  | 0                  |             | -           | -           | 19     | 1      |
| 2022-2023       | Pogoń Stettino  | EK              | 3          | 0          | CP              | 0               | 0               | UECL               | 4                  | 0                  |             | -           | -           | 7      | 0      |
| Totale carriera | Totale carriera | Totale carriera | 27         | 1          |                 | 3               | 0               |                    | 4                  | 0                  |             | -           | -           | 34     | 1      |